# Неа-Моні
Неа-Моні (грец. Νέα Μονή — «новий монастир») — монастир XI століття, розташований на острові Хіос, у глибині острова, за 16 км від міста Хіос. Він, як й два інші монастирі — Дафні та Осіос-Лукас — відомий своїми мозаїками часів Македонської династії, виконаними в стилі «македонського ренесансу». Всі ці три монастирі в 1990 році були занесені до списку Світової спадщини ЮНЕСКО.

## Історія
Монастир був заснований візантійським імператором Констянтином IX, його дружиною Зоєю та її сестрою Феодорою. Його будівництво пов'язане з переказом, що на цьому місці три ченці — Микита, Іоанн і Йосип — знайшли на гілці мирту ікону Богородиці. На місці отримання ікони ними була побудована невелика каплиця. Цю подію датують правлінням імператора Михайла IV (1034—1041). Після цього ченці відвідали Костянтина, що перебував у вигнанні на острові Лесбос, і розповіли йому про бачення, що він стане імператором Візантії. У відповідь він пообіцяв побудувати церкву на честь Богородиці у разі виконання пророцтва. Ставши імператором в 1042 році, Костянтин виконав обіцянку і почав спорудження церкви, що дала початок монастирю. У липні 1049 року кафолікон, присвячений Богородиці, було освячено, а весь монастирський комплекс був закінчений в 1055 році, вже після смерті Костянтина. З урахуванням цих дат, час створення мозаїк Неа-Моні датують 1042–1056 роками.
Імператорським хрісовулом 1049 Неа-Моні отримав значні привілеї, зокрема він став отримувати подушний податок з євреїв, що проживали на Хіосі, а сам монастир був виведений з-під влади місцевої адміністрації (як світської, так і духовної). Звільнення від податків і земельні пожертвування швидко привели до росту монастиря і його процвітання. До 1300 року Неа-Моні був одним з найбагатших монастирів островів Егейського моря — він володів третиною земель острова Хіос, а в ньому мешкало близько 800 ченців. В період генуезького владицтва на острові земельні володіння і багатство монастиря скоротилися. В період владицтва Османської імперії монастир був ставропігією Константинопольского патріарху, що забезпечило йому процвітання в порівнянні з іншими православними монастирями імперії. Мандрівники XVI століття повідомляють, що в монастирі проживало близько 200 ченців. У XVII столітті Неа-Моні відвідав єрусалимський патріарх Хрісанф, що відзначив його благополучний стан, численні збережені реліквії та красу убрання кафолікона.
Монастир сильно постражджав у 1822 році під час «Хіоської різанини», коли турки вбили більшість мешканців острова. Землетрус 1881 року сильно пошкодив кафолікон і повністю знищив його купол, а також обернуло в руїну ряд інших споруд, включаючи дзвіницю, побудовану в 1512 році. До 1952 року чернече життя в Неа-Моні практично загаснуло, і монастир був перетворений на жіночий. За станом на 2001 рік у в ньому мешкало всього три черниці.